# Wisarut Pannasri
Wisarut Pannasri (thailändisch วิศรุต พันนาสี, RTGS Witsarut Phannasi; * 13. Juni 1982 in Kamphaeng Phet) ist ein thailändischer Fußballspieler.

## Karriere
Wisarut Pannasri unterschrieb seinen ersten Vertrag 2005 bei Bangkok Bank FC. Der Verein aus Bangkok spielte in der ersten Liga des Landes, der Thai Premier League. Nach 64 Spielen wechselte der Verteidiger 2009 zu Muangthong United. Mit dem Club aus Pak Kret, einem nördlichen Vorort der Hauptstadt Bangkok, wurde er im ersten Jahr Meister. 2010 wurde er an den Zweitligisten Raj-Pracha FC ausgeliehen. 2011 lieh in Ligakonkurrent Samut Songkhram FC aus.
Mitte 2012 wechselte er zu dem ebenfalls in der Thai Premier League spielenden BEC Tero Sasana FC nach Bangkok. Erstligist Police United, ebenfalls in Bangkok beheimatet, nahm ihn die Saison 2014 unter Vertrag. Nach Ende der Saison musste der Club als 16. der Tabelle den Weg in die Zweitklassigkeit antreten. Angthong FC, ein Club aus Ang Thong, der in der zweiten Liga, der Thai Premier League Division 1, spielte, nahm ihn 2015 unter Vertrag. In die dritte Liga wechselte er 2016. Hier schloss er sich Customs United aus Bangkok an. Mit dem Club wurde er Vizemeister der Bangkok/East-Region. 2017 unterschrieb er einen Vertrag beim Zweitligisten Nakhon Pathom United FC in Nakhon Pathom. Nachdem der Verein keine vollständigen Lizenzierungsunterlagen für die Saison 2018 vorgelegt hatte, musste der Verein in die vierte Liga, der Thai League 4, zwangsabsteigen. In der Region West wurde der Club 2018 Meister und stieg in die Thai League 3 auf. 2019 schloss er sich dem Zweitligisten Army United an. Hier spielte er bis zur Auflösung des Vereins im Dezember 2019. Im Januar 2020 unterschrieb er einen Vertrag beim ebenfalls in der zweiten Liga spielenden Navy FC in Sattahip. Für die Navy bestritt er 25 Ligaspiele. Im Sommer 2023 wechselte er zum Amateurligisten Lopburi City FC. Mit dem Mannschaft aus Lop Buri stieg er 2022 in die dritte Liga auf. Mit Lopburi spielt er 19-mal in der dritten Liga. Nach der Saison wurde sein Vertrag nicht verlängert. 

## Erfolge
Muangthong United
- Thailändischer Meister: 2009

Customs United
- Regional League Division 2 – Bangkok/East: 2016 (Vizemeister)

Nakhon Pathom United FC
- Thai League 4 – West: 2018  ▲